# Grand Prix Itálie 1958
Grand Prix Itálie 1958 (oficiálně XXIX Gran Premio d'Italia) se jela na okruhu Autodromo Nazionale Monza v Monze v Itálii dne 7. září 1958. Závod byl desátým v pořadí v sezóně 1958 šampionátu Formule 1.

## Závod
| Poř.   | No. | Jezdec                        | Konstruktér   | Počet kol | Čas/Odstoupení | Pořadí na startu | Body |
| ------ | --- | ----------------------------- | ------------- | --------- | -------------- | ---------------- | ---- |
| 1      | 28  | Tony Brooks                   | Vanwall       | 70        | 2:03:47.8      | 2                | 8    |
| 2      | 14  | Mike Hawthorn                 | Ferrari       | 70        | + 24.2         | 3                | 6    |
| 3      | 18  | Phil Hill                     | Ferrari       | 70        | + 28.3         | 7                | 5    |
| 4      | 32  | Masten Gregory Carroll Shelby | Maserati      | 69        | + 1 kolo       | 11               | 0    |
| 5      | 6   | Roy Salvadori                 | Cooper-Climax | 62        | + 8 kol        | 14               | 2    |
| 6      | 38  | Graham Hill                   | Lotus-Climax  | 62        | + 8 kol        | 12               |      |
| 7      | 36  | Cliff Allison                 | Lotus-Climax  | 61        | + 9 kol        | 16               |      |
| Ret    | 42  | Maria Teresa de Filippis      | Maserati      | 57        | Motor          | 21               |      |
| Ret    | 22  | Giulio Cabianca               | Maserati      | 51        | Motor          | 20               |      |
| Ret    | 8   | Jean Behra                    | BRM           | 42        | Spojka         | 8                |      |
| Ret    | 24  | Hans Herrmann                 | Maserati      | 32        | Motor          | 18               |      |
| Ret    | 30  | Stuart Lewis-Evans            | Vanwall       | 30        | Přehřátí       | 4                |      |
| Ret    | 2   | Maurice Trintignant           | Cooper-Climax | 24        | Převodovka     | 13               |      |
| Ret    | 26  | Stirling Moss                 | Vanwall       | 17        | Převodovka     | 1                |      |
| Ret    | 12  | Jo Bonnier                    | BRM           | 14        | Převodovka     | 10               |      |
| Ret    | 20  | Olivier Gendebien             | Ferrari       | 4         | Zavěšení       | 5                |      |
| Ret    | 40  | Gerino Gerini                 | Maserati      | 2         | Nehoda         | 19               |      |
| Ret    | 34  | Carroll Shelby                | Maserati      | 1         | Zacházení      | 17               |      |
| Ret    | 16  | Wolfgang von Trips            | Ferrari       | 0         | Nehoda         | 6                |      |
| Ret    | 10  | Harry Schell                  | BRM           | 0         | Nehoda         | 9                |      |
| Ret    | 4   | Jack Brabham                  | Cooper-Climax | 0         | Zavěšení       | 15               |      |
| Zdroj: |     |                               |               |           |                |                  |      |

Poznámky
1. ↑  Phil Hill získal jeden bod za zajetí nejrychlejšího kola.
2. ↑  Masten Gregory a Carroll Shelby nezískali žádné body kvůli sdílenému vozu.

## Průběžné pořadí po závodě
Pohár jezdců
|        | Pořadí | Jezdec        | Body    |
| ------ | ------ | ------------- | ------- |
|        | 1      | Mike Hawthorn | 40 (43) |
|        | 2      | Stirling Moss | 32      |
|        | 3      | Tony Brooks   | 24      |
| 1      | 4      | Roy Salvadori | 15      |
| 1      | 5      | Peter Collins | 14      |
| Zdroj: |        |               |         |

Pohár konstruktérů
|        | Pořadí | Konstruktér   | Body    |
| ------ | ------ | ------------- | ------- |
|        | 1      | Vanwall       | 46 (49) |
|        | 2      | Ferrari       | 40 (51) |
|        | 3      | Cooper-Climax | 31      |
|        | 4      | BRM           | 15      |
|        | 5      | Maserati      | 6       |
| Zdroj: |        |               |         |